# 第五書簡
『第五書簡』（だいごしょかん、希: Ἐπιστολή ε'、羅: Epistula V、英: Epistle V, Fifth Epistle, Fifth Letter）は、プラトンの『書簡集』中の書簡の1つ。偽作の疑いが強いものと考えられる。
紀元前364年、プラトンが第2回目のシラクサ行きから帰国してしばらく経った頃、即位したばかりの若いマケドニア王ペルディッカス3世から助言を求められた返事という体裁を採っている。王配下のアカデメイア学徒であったエウブライオスの重用を薦める内容となっている。

## 訳書
- 『プラトン全集 14　エピノミス(法律後篇)・書簡集』 水野有庸、長坂公一訳、岩波書店